# Stracciatella (helado)
La Stracciatella (pronunciación en italiano: /strattʃaˈtɛlla/) es una variedad de gelato, consistente en helado a base de leche y nata relleno de finas e irregulares virutas de chocolate. Es uno de los sabores de helado más conocidos de Italia.
Fue creado originalmente en Bérgamo, al norte de Italia, en el Restaurante La Marianna en 1961, y se inspiró en la sopa stracciatella, hecha con huevo y caldo, que es popular en Roma. Es uno de los sabores de helado italianos más conocidos.

## Preparación
La preparación del helado stracciatella es al menos en la fase inicial igual a la del helado de mozzarella, una base a la que se le añaden virutas de chocolate. Se empieza calentando al fuego la leche, el azúcar y la vainilla, haciendo que el compuesto llegue casi a la temperatura de ebullición, removiendo ocasionalmente el líquido. Cuando la leche está a punto de hervir, se añade la gelatina y los ingredientes se mezclan bien. Una vez hecho esto, se retira la mezcla del fuego y se deja enfriar a temperatura ambiente, después se pone en la nevera y se deja que coja una temperatura bastante fría. En este punto, se monta la nata con la ayuda de una batidora. A continuación se añade la mezcla guardada en la nevera. Después se esparcen por encima los pequeños fragmentos de chocolate y se vuelve a colocar a la nevera hasta que la mezcla obtenga una consistencia cremosa o sólida.